# Rotgesichtlöffler

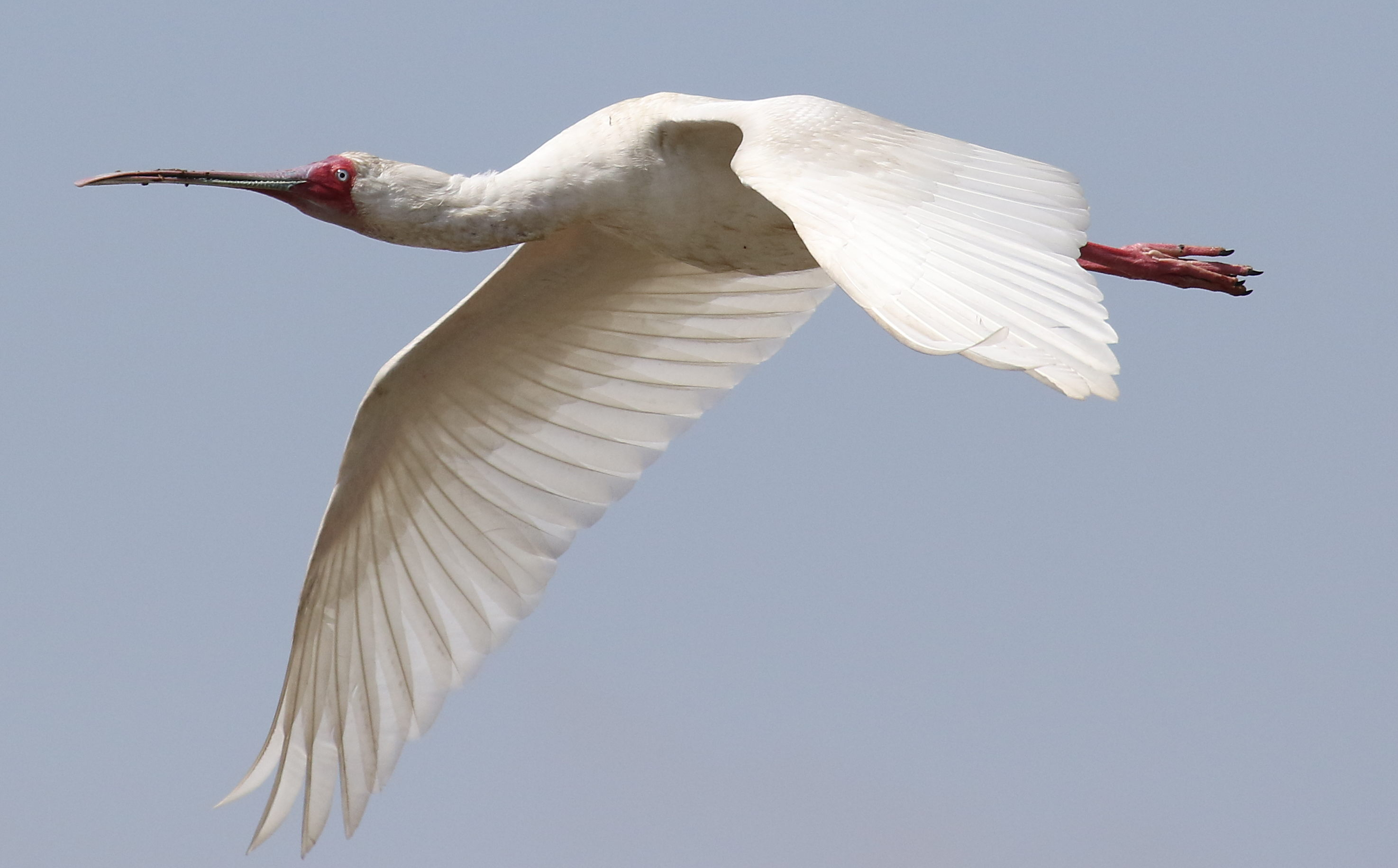
Fliegender Rotgesichtlöffler

Der Rotgesichtlöffler (Platalea alba), auch Afrikanischer Löffler, Rosenfußlöffler oder Schmalschnabellöffler genannt, ist eine Vogelart aus der Familie der Ibisse und Löffler (Threskiornithidae). Sie kommt in Afrika südlich der Sahara vom Senegal im Westen bis Äthiopien und Eritrea im Osten, Südafrika im Süden sowie im Westen von Madagaskar vor. Die Kapregion wurde erst seit Mitte des 20. Jahrhunderts besiedelt. Im Kongobecken und im größten Teil von Angola fehlt die Art. Der Rotgesichtlöffler ist nah mit dem Löffler (Platalea leucorodia), dem Schwarzstirnlöffler (P. minor) und dem Königslöffler (P. regia) verwandt.

## Merkmale
Rotgesichtlöffler erreichen eine Länge von etwa 90 cm und ein Gewicht von ca. 1,8 kg. Männchen werden etwas größer als die Weibchen. Als einzige Löfflerart mit intensiv rosarot gefärbten Beinen ist sie unverwechselbar. Das Gefieder ist weiß. Der Schopf ist vergleichsweise kurz. Bei Halbwüchsigen ist der Schopf kürzer, Schnabel und Beine sind dunkler und das Gesicht ist stärker befiedert.

## Stimme
Abseits des Nestes sind Rotgesichtlöffler in der Regel ruhig. Manchmal geben sie ein quarkendes „aark-ark“ von sich und während der Balz ein lautes, an den Ruf von Kranichen erinnerndes „rroooh...rroooh..rroooh..“. Hin und wieder klappern sie auch ein wenig mit dem Schnabel, aber niemals so deutlich wie Störche.

## Lebensweise
Der Rotgesichtlöffler kommt an Seen, Sümpfen, Stauseen, Salztonebenen, Bächen und Flussmündungen vor. An Küstenlagunen ist er selten. Die Vögel ernähren sich vor allem von kleinen Fischen und von aquatischen Wirbellosen. Bei einer Brutkolonie in Südafrika beobachtete man, dass die Jungvögel vor allem mit Fröschen und Wirbellosen gefüttert wurden. Die Nahrung wird manchmal allein, öfters aber in kleinen Gruppen von bis zu zehn Vögeln gesucht. Bei der Futtersuche schwenken sie bei teilweise oder ganz im Wasser steckenden Schnabel den Kopf hin und her und waten langsam durch das flache Wasser. Oft wird auch im Schlamm gestochert oder plötzlich, nach Reiherart, nach einem Fisch geschnappt.
Die Vögel vermehren sich in Westafrika und im Sudan in der Trockenzeit, in Ost- und Zentralafrika meist in der Regenzeit, seltener in der Trockenzeit, und in Südafrika im Frühling und im Sommer. Rotgesichtlöffler brüten in Kolonien von bis zu 250 oder mehr Paaren, oft zusammen mit Kormoranen und Schlangenhalsvögeln. Das Nest ist eine flache, aus Zweigen und Ried gebaute Plattform, die auf teilweise das Wasser überragenden Bäumen, im Ried oder auf felsigen Inseln  errichtet werden. Das Gelege besteht aus zwei bis drei, seltener vier Eiern, die 25 bis 29 Tage lang bebrütet werden. Die in ihren ersten Lebenstagen weißdaunigen Jungvögel werden nach etwa 46 Tagen flügge.
Über Wanderungen und Migrationen der Vögel ist nur wenig bekannt. Möglicherweise ziehen sie oft den Regenfällen hinterher. Beringte Rotgesichtlöffler aus Südafrika wurden in Sambia wiedergefunden. Die Population auf Madagaskar zieht wahrscheinlich nicht. Irrgäste wurden im südlichen Oman und im Süden des Jemen registriert, sowie in Europa in Spanien, Frankreich, den Niederlanden, Belgien, Dänemark, Italien und Tschechien.

## Gefährdung
Der Bestand des Schnalschnabellöfflers wurde 2016 in der Roten Liste gefährdeter Arten der IUCN als nicht gefährdet (least concern) eingestuft. Man schätzt, dass es auf dem afrikanischen Kontinent zwischen 10.000 und 100.000 Exemplare gibt und weitere 1000 bis 5000 auf Madagaskar.

## Belege
1. 1 2 3 4 5 6  
E. Matheu, J. del Hoyo, E. F. J. Garcia, P. Boesman: African Spoonbill (Platalea alba). In: J. del Hoyo, A. Elliott, J. Sargatal, D. A. Christie, E. de Juana (Hrsg.): Handbook of the Birds of the World Alive. Lynx Edicions, Barcelona 2017. (abgerufen von http://www.hbw.com/node/52781 am 25. Oktober 2017).
2. ↑  
Platalea alba in der Roten Liste gefährdeter Arten der IUCN 2016. Eingestellt von: BirdLife International, 2016. Abgerufen am 17. September 2016.